# Paradasys subterraneus
Paradasys subterraneus är en djurart som tillhör fylumet bukhårsdjur, och som beskrevs av Adolf Remane 1934. Paradasys subterraneus ingår i släktet Paradasys och familjen Lepidodasyidae. Arten är reproducerande i Sverige. Inga underarter finns listade i Catalogue of Life.